# Osman Saleh Mohammed
Osman Saleh Mohammed (ur. 1948 w Asmara, Erytrea) – erytrejski polityk, członek Ludowego Frontu na rzecz Demokracji i Sprawiedliwości. Pierwszy minister edukacji od 1993 do 18 kwietnia 2007. Szósty minister spraw zagranicznych od 18 kwietnia 2007.